# Kejsergadesagen
Kejsergadesagen var en sag, der opstod i den danske offentlighed efter afsløring i 1969 af, at Forsvarets Central Radio (en efterretningstjeneste under Forsvaret) havde indstalleret en aflytningscentral i en kælder i Kejsergade i København, hvor der blev foretaget aflytning af udenlandske ambassaders kommunikation.
Centralen lå i kælderen i en af Københavns Universitets ejendomme i Indre By, der husede Asiatisk Institut, og blev efter alt at dømme fortrinsvis brugt til aflytning af udenlandske ambassaders telekommunikation. Centralen aflyttede således alle udenrigstelegraflinjer fra Købmagergades Postkontor samt telefonlinjerne fra en KTAS-central og havde på tidspunktet for afdækningen fungeret i ca. 6 år. De studerende på instituttet havde gennem noget tid undret sig over den voldsomme trafik ind og ud af kælderen. De studerende planlagde en protestaktion imod centralen i kælderen den 23. oktober, men dagen før, den 22. oktober, bragte Dagbladet Information afsløringen.
Lokalerne rømmedes efter afsløringen under pressens fulde bevågenhed, og affæren medførte stærk kritik af universitetet og af Forsvarets Efterretningstjeneste. Også forsvarsminister Erik Ninn-Hansen og statsminister Hilmar Baunsgaard blev mødt med kritik, men hævdede at have være blevet holdt i uvidenhed.
Efterretningstjenesterne søgte at lægge låg på sagen ved at stoppe informationsstrømmen og finde personen, der havde afsløret centralen over for de studerende og pressen, mens han i nogle måneder arbejdede i den hemmelige sektion "Forsvarets Central Radio". Natten til 5. november stormede kampklædt politi De Danske Vietnamkomiteer i Grønnegade for at beslaglægge bladet Vietnam-Solidaritet. Aktionen blev imidlertid en fiasko, eftersom bladet allerede var sendt ud. 
Derimod formåede myndighederne at beslaglægge hele oplaget af bladet Politisk Revy. Information kaldte beslaglæggelsen af de to blade for grundlovsstridig og valgte at trykke den forbudte artikel fra Politisk Revy. Denne beslutning kostede Informations chefredaktør, Børge Outze, en sigtelse efter den milde spionageparagraf, som dog siden blev frafaldet .
8. november 1969 offentliggjorde partiet Venstresocialisterne en båndet optagelse med 'bagmanden', hvor han forklarede sin rolle som ret ubetydelig, og at de studerende havde fundet ud af de meste. 'Bagmanden' blev anholdt 18. november 1969, og da sagen kom for retten i marts 1971, idømtes han 20 dages hæfte. Redaktørerne af Politisk Revy og Vietnam-Solidaritet idømtes dagbøder.
Ombudsmanden konkluderede, at der ikke kunne rettes anklager mod de ansvarlige ministre.